# Metti, una sera a cena (commedia)
Metti, una sera a cena è una commedia teatrale di Giuseppe Patroni Griffi, la terza di una trilogia, che indaga sul tema dei rapporti sentimentali.

## Origini
Metti, una sera a cena nasce come pièce teatrale, che Patroni Griffi porta in scena all'Eliseo di Roma nel 1967 con grande successo di pubblico e con repliche che si susseguono per ben due anni. Protagonisti della prima edizione, che aveva come regista Giorgio De Lullo, erano gli attori della Compagnia dei giovani: Romolo Valli, Rossella Falk, Elsa Albani e Carlo Giuffré, con Umberto Orsini nella parte di Ric.

## Adattamenti
La commedia è stata trasposta nel film Metti, una sera a cena nel 1969, con la regia dello stesso Patroni Griffi e con gli attori Florinda Bolkan, Tony Musante, Jean-Louis Trintignant, Lino Capolicchio e Annie Girardot.